# Савельєв Віталій Геннадійович
 Віталій Геннадійович Савельєв  (нар. 18 січня 1954, Ташкент, Узбецька РСР) — російський політичний діяч. Міністр транспорту РФ з 10 листопада 2020 року по 14 травня 2024 року.
Член Вищої ради політичної партії «Єдина Росія». Кандидат економічних наук.

## Життєпис
Народився 18 січня 1954 в Ташкенті.

### Освіта
1977 року закінчив Ленінградський політехнічний інститут.
1986 закінчив Ленінградський інженерно-економічний інститут.

### Діяльність
- 1977—1984 — працював у Міненерго СРСР.
- 1984 — заступник керуючого Всесоюзним трестом Севзапметалургмонтаж Мінмонтажспецбуду СРСР.
- 1987 — заступник начальника главку Головленінградінжстрой Ленгорвиконкому.
- 1991—1993 — генеральний директор акціонерного товариства «Діалогінвест».
- 1993 — голова правління банку «Росія».
- 1996—2001 — голова правління банку «МЕНАТЕП Санкт-Петербург».
- 1997 — захистив кандидатську дисертацію на тему «Адміністративний бізнес: управління в системі цивілізованого підприємництва» в Міжнародної академії інформатизації в Санкт-Петербурзі, кандидат економічних наук.
- 2001—2002 — заступник голови правління ВАТ «Газпром».
- 2002—2004 — віце-президент об'єднаної компанії «ГРОС».
- 2004 — заступник міністра економічного розвитку і торгівлі РФ.
- 2007 — перший віце-президент АФК «Система».
- З квітня 2009 року — голова правління, генеральний директор ПАТ «Аерофлот».
- 9 листопада 2020 року став кандидатом на пост міністра транспорту РФ.
- 10 листопада 2020 року призначений міністром транспорту РФ.

Член Ради Асоціації комерційних банків Санкт-Петербурга. Був секретарем Ради банкірів і промисловців при губернаторі Санкт-Петербурга.
У 2001 року Савельєв увійшов до складу Ради Асоціації російських банків.
6 лютого 2016 року був обраний керівний орган партії «Єдина Росія» — Вища рада.
Член Комісії з підготовки програмного документа партії «Єдина Росія» на виборах депутатів Держдуми Федеральних Зборів РФ сьомого скликання.

## Санкції
У 2021 році Генеральна прокуратура України порушила кримінальну справу стосовно Савельєва, обвинуваченого в організації незаконного переправлення осіб через державний кордон України в період з квітня 2014 року по листопад 2020 року (ч. 3 ст. 332 КК України). 24 грудня ГПУ оголосила Савельєву підозру через організацію незаконних авіаперевезень до тимчасово окупованого РФ Криму. З цієї ж причини включений до списку сайту Миротворець.
У лютому 2022 року проти Савельєва в Європейському союзі запровадили персональні санкції у зв'язку з вторгненням Росії в Україну «за активну підтримку або здійснення дій чи політики, що підривають або загрожують територіальній цілісності, суверенітету та незалежності України, а також стабільності та безпеці в Україні». Також Євросоюз зазначив, що «Аерофлот» під керівництвом Савельєва забезпечував регулярні пасажирські авіаперевезення між російськими аеропортами і міжнародним аеропортом Сімферополя, тим самим підтримавши незакону анексію Кримського півострова Російською Федерацією".
15 березня 2022 влада Великої Британії також внесла Савельєва до санкційних списків.
У червні 2022 року США також ввели персональні санкції проти Савельєва через вторгнення Росії в Україну.
9 червня 2022 року доданий до санкційного списку України. Перебуває під санкціями Австралії, Швейцарії та Нової Зеландії.
У жовтні 2022 року СБУ повідомила Савельєву про підозру за організацію перевезення бронетехніки до тимчасово окупованого Криму.

## Сім'я
Одружений; троє дітей.